# Суперкубок Саудівської Аравії з футболу 2022
Суперкубок Саудівської Аравії з футболу 2022 — 9-й розіграш турніру. Матчі відбулися з 26 по 29 січня 2023 року між чотирма найсильнішими командами Саудівської Аравії сезону 2021—22. Титул переможця змагання вперше виборов Аль-Іттіхад, котрий з рахунком 2:0 переміг у фіналі Аль-Файха.
| Володар Суперкубка Саудівської Аравії 2022 |
| ------------------------------------------ |
|                                            |
| Аль-Іттіхад Перший титул                   |

## Формат
У турнірі взяли чотири найуспішніші команди сезону 2021-22 у Саудівській Аравії.
- Чемпіон Саудівської Аравії та фіналіст Королівського кубка Саудівської Аравії — «Аль-Гіляль»
- Віце-чемпіон Саудівської Аравії — «Аль-Іттіхад»
- Бронзовий призер Чемпіонату Саудівської Аравії — «Ан-Наср»
- Володар Королівського кубка Саудівської Аравії — «Аль-Файха»

## Півфінали
| 26 січня 2023 17:00 (EEST) |

| Аль-Файха     | 1:0      | Аль-Гіляль |
| ------------- | -------- | ---------- |
| Пауліньйо 20' | Протокол |            |

| Прінс Файсал бін Фахд Стедіум, Ер-Ріяд Глядачів: 9 020 Арбітр: Шимон Марциняк |

| 26 січня 2023 20:00 (EEST) |

| Аль-Іттіхад                                   | 3:1      | Ан-Наср     |
| --------------------------------------------- | -------- | ----------- |
| Ромаріньйо 15' Хамдалла 43' Аль-Шанкіті 90+3' | Протокол | Таліска 67' |

| Міжнародний стадіон імені Короля Фахда, Ер-Ріяд Глядачів: 49 477 Арбітр: Данні Маккелі |

## Фінал
| 29 січня 2023 19:00 (EEST) |

| Аль-Іттіхад      | 2:0      | Аль-Файха |
| ---------------- | -------- | --------- |
| Хамдалла 3', 48' | Протокол |           |

| Міжнародний стадіон імені Короля Фахда, Ер-Ріяд Глядачів: 47 518 Арбітр: Фернандо Рапалліні |

|  |  |

|                     |    |                       |     |       |
|                     |    |                       |     |       |
| В                   | 34 | Марсело Грое          |     |       |
| З                   | 12 | Закарія Хавсаві       |     | 90+2' |
| З                   | 12 | Ахмед Хеґазі (к)      |     |       |
| З                   | 20 | Ахмед Шарахілі        |     |       |
| З                   | 13 | Муханнад Аль-Шанкіті  |     | 90+2' |
| ПЗ                  | 19 | Бруно Енріке          |     |       |
| ПЗ                  | 3  | Тарек Хамед           |     |       |
| ПЗ                  | 90 | Ромаріньйо            |     | 77'   |
| ПЗ                  | 10 | Ігор Коронадо         | 30' | 90+2' |
| ПЗ                  | 24 | Абдулрахман Аль-Абуд  |     | 61'   |
| Н                   | 9  | Абдерразак Хамдалла   |     |       |
| Запасні:            |    |                       |     |       |
| В                   | 21 | Абдуллах Аль-Джадаані |     |       |
| З                   | 5  | Омар Гавсаві          |     |       |
| З                   | 27 | Хамдан Аль-Шамрані    |     | 90+2' |
| З                   | 33 | Мадаллах Аль-Олаян    |     | 90+2' |
| З                   | 95 | Ахмед Бамсауд         |     |       |
| ПЗ                  | 11 | Абдулазіз Аль-Біші    |     | 77'   |
| ПЗ                  | 14 | Авад Аль-Нашрі        |     | 90+2' |
| Н                   | 70 | Харун Камара          |     | 61'   |
| Н                   | 80 | Мохаммед Аль-Саярі    |     |       |
| Головний тренер:    |    |                       |     |       |
| Нуну Ешпіріту Санту |    |                       |     |       |

|                  |    |                         |     |     |
|                  |    |                         |     |     |
| В                | 88 | Владимир Стойкович      |     |     |
| З                | 3  | Бандер Нассер           |     | 83' |
| З                | 4  | Самі Аль-Хайбарі (к)    |     |     |
| З                | 22 | Мохаммед Аль-Бакаві     |     |     |
| ПЗ               | 18 | Пауліньйо               |     |     |
| ПЗ               | 37 | Рікардо Ріллер          |     |     |
| ПЗ               | 8  | Абдулрахман Аль-Сафрі   | 24' |     |
| ПЗ               | 26 | Алі Аль-Закаан          |     | 46' |
| Н                | 9  | Віктор Руїс             |     | 55' |
| Н                | 23 | Милан Павков            |     | 55' |
| Н                | 27 | Султан Мандаш           |     | 62' |
| Запасні:         |    |                         |     |     |
| В                | 1  | Муслім Аль-Фрідж        |     |     |
| З                | 2  | Мухаїр Аль-Рашиді       |     |     |
| З                | 17 | Абдуллах Аль-Шамех      |     | 83' |
| З                | 80 | Осама Аль-Халаф         |     | 46' |
| З                | 98 | Муханнад Аль-Кайдхі     |     | 62' |
| ПЗ               | 6  | Сауд Зідан              |     | 55' |
| ПЗ               | 7  | Александар Трайковський |     |     |
| ПЗ               | 16 | Алі Аль-Немер           |     |     |
| Н                | 19 | Мохаммед Майраші        |     | 55' |
| Головний тренер: |    |                         |     |     |
| Вук Рашович      |    |                         |     |     |